# Porto Rico nos Jogos Olímpicos de Inverno de 1988
Porto Rico competiu nos Jogos Olímpicos de Inverno de 1988, realizados em Calgary, Canadá.